# Robert Wilkins
Robert Timothy Wilkins, född 16 januari 1896 i Hernando, Mississippi, död 26 maj 1987 i Memphis, Tennessee, var en amerikansk bluesartist och pastor.

## Biografi
Wilkins föddes i Hernando, Mississippi, drygt 33 kilometer utanför Memphis. Där verkade han under 1920-talet samtidigt som andra bluesartister som Furry Lewis, Memphis Minnie och Son House.
Förutom blues spelade Wilkins även i ett jugband, med vilket han nådde viss framgång lokalt. Hans popularitet ökade när han 1927 medverkade i ett lokalt radioprogram. Under 1930-talet började Wilkins att jobba som pastor. I samband med detta började han att blanda blues med gospelmusik. Under 1960-talet återupptäcktes Wilkins av bluesentusiasterna Dick och Louisa Spottswood. Detta ledde till uppträdanden på flera folkmusikfestivaler, däribland Newport Folk Festival.
Wilkins mest kända kompositioner är "That's No Way to Get Along", "Rolling Stone" och "Old Jim Canan's". Titeln på den förstnämnda ändrades under 1930-talet till "Prodigal Son". The Rolling Stones gjorde en cover på denna på albumet Beggars Banquet (1968).
Wilkins avled i maj 1987 i Memphis vid 91 års ålder.